# Nguyễn Hà Dịu Thảo
Nguyễn Hà Dịu Thảo (sinh ngày 17 tháng 5 năm 2000) là một hoa hậu, người mẫu, diễn viên chuyển giới Việt Nam. Tháng 8/2022, cô đăng quang Miss Beauty Queen 2022. Tháng 4/2023, cô đăng quang Hoa hậu Chuyển giới Việt Nam 2023 và đại diện Việt Nam tham dự Hoa hậu Chuyển giới Quốc tế 2023 tại Thái Lan và đoạt thành tích Top 11 chung cuộc.

## Tiểu sử
Nguyễn Hà Dịu Thảo sinh năm 2000, cao 1m83, đến từ Hải Dương và hiện sinh sống cùng gia đình tại Bình Dương. Cô sở hữu nét đẹp ngọt ngào, cuốn hút cùng cá tính mạnh mẽ và phong cách trình diễn ấn tượng.
Dịu Thảo cho biết cô tự lập từ sớm bằng công việc phục vụ quán phở, bán quần áo,... Năm 12 tuổi, Dịu Thảo hiểu rõ bản thân nhưng giấu vì sợ mọi người xung quanh kỳ thị. Từ năm 2015, cô kinh doanh mỹ phẩm, phục vụ nhà hàng tiệc cưới, làm công nhân. Năm 2018, Dịu Thảo bắt đầu thay đổi giới tính.

## Sự nghiệp

### Hoa hậu Chuyển giới Việt Nam 2023
Ngày 08/4/2023, cô chính thức đăng quang Hoa hậu Chuyển giới Việt Nam 2023 và sẽ đại diện Việt Nam tham dự Hoa hậu Chuyển giới Quốc tế 2023 vào tháng 6 tại Thái Lan. Tại đêm chung kết, cô đã xuất sắc thể hiện được kỹ năng catwalk xuất sắc, thần thái cùng những màn trình diễn tuyệt vời để lọt vào top 6. Tại đây, cô đã khiến tất cả phải thán phục với khả năng ứng xử song ngữ tiếng Anh và tiếng Việt, tư duy nhạy bén, vốn kiến thức rộng, dẫn chứng cụ thể chính xác, bản lĩnh sân khấu cùng giọng nói truyền cảm hứng, vượt qua tất cả đối thủ để đăng quang rất thuyết phục.

### Hoa hậu Chuyển giới Quốc tế 2023
Đêm chung kết Hoa hậu Chuyển giới Quốc tế 2023 diễn ra ngày tối 24/6/2023 tại Pattaya, Thái Lan, Dịu Thảo đạt được 3 giải thưởng phụ gồm Trang phục dân tộc đẹp nhất, Wonder Woman Award và Miss Popular Vote. Mặc dù rất cố gắng, tuy nhiên may mắn lại không đến với cô khi dừng chân tại Top 11 chung cuộc.

## Thành tích
- Hoa hậu Chuyển giới Việt Nam 2023 (Chiến thắng)
- Hoa hậu Chuyển giới Quốc tế 2023 (Top 11)
  - Wonder Woman Award
  - Trang phục dân tộc đẹp nhất
  - Miss Popular Vote